# Phạm Mạnh Hùng (tướng quân đội)
Phạm Mạnh Hùng (sinh năm 1964), là một tướng lĩnh Quân đội nhân dân Việt Nam quân hàm Chuẩn Đô đốc Hải quân nhân dân Việt Nam. Ông từng giữ chức vụ Phó Tư lệnh kiêm Tham mưu trưởng Quân chủng Hải quân, Quân đội nhân dân Việt Nam.

## Tiểu sử
Sinh năm 1964, Quê quán: xã Cao Minh, huyện Vĩnh Bảo, Hải Phòng. Ông sinh ra trong 1 gđ có người cha làm công nhân Mỏ than ngoài Mạo Khê, Quảng Ninh. 
Sau khi thi đỗ Học viện Hải Quân, ông được cử sang Nga học ở Hải Quân Baku rồi về nước phục vụ quân ngũ.
Tháng 9 năm 2013, Phạm Mạnh Hùng là Đại tá, Phó Tư lệnh, Tham mưu trưởng Bộ Tư lệnh Vùng 4 Hải quân Nhân dân Việt Nam.
Tháng 5 năm 2016, Phạm Mạnh Hùng là Đại tá, Phó tham mưu trưởng Quân chủng Hải quân.
Tháng 12 năm 2017, Phạm Mạnh Hùng là Chuẩn Đô đốc Hải quân nhân dân Việt Nam, giữ chức vụ Tư lệnh tại Bộ Tư lệnh Vùng 5 Hải quân Nhân dân Việt Nam.
Từ tháng 7 năm 2018 đến tháng 6 năm 2019, Phạm Mạnh Hùng là Chuẩn Đô đốc Hải quân nhân dân Việt Nam, giữ chức vụ Phó Tư lệnh Quân chủng Hải quân, Quân đội nhân dân Việt Nam.
Tháng 9 năm 2020, ông chuyển sang làm Phó Tư lệnh kiêm Tham mưu trưởng Quân chủng Hải quân
Đến năm 2024, ông nghỉ hưu theo chế độ.

## Lịch sử thụ phong quân hàm
| Năm thụ phong | 1988     | 1992      | 1996   | 2000     | 2004     | 2008      | 2012   | 2016         |
| ------------- | -------- | --------- | ------ | -------- | -------- | --------- | ------ | ------------ |
| Quân hàm      |          |           |        |          |          |           |        |              |
| Cấp bậc       | Trung úy | Thượng úy | Đại úy | Thiếu tá | Trung tá | Thượng tá | Đại tá | Chuẩn Đô đốc |